# Riboux
Riboux is een gemeente in het Franse departement Var (regio Provence-Alpes-Côte d'Azur) en telt 34 inwoners (2009). De plaats maakt deel uit van het arrondissement Toulon.

## Geografie
De oppervlakte van Riboux bedraagt 16,0 km², de bevolkingsdichtheid is dus 2,1 inwoners per km².
In het noorden wordt de gemeente begrensd door het bergmassief van Saint-Baume.
De onderstaande kaart toont de ligging van Riboux met de belangrijkste infrastructuur en aangrenzende gemeenten.

## Demografie
Onderstaande figuur toont het verloop van het inwonertal (bron: INSEE-tellingen).